# Joaquim Lopes
Joaquim Lopes (Campinas, 27 de abril de 1980) es un actor brasileño.

## Filmografía

### Televisión
| Año     | Título                 | Personaje                         |
| ------- | ---------------------- | --------------------------------- |
| 2005    | Belíssima              | Bad boy                           |
| 2005    | Os Ricos também Choram | Samuel Brandão / Daphne dos Anjos |
| 2007    | Amigas e rivais        | Ulisses Barreto                   |
| 2008    | Água na Boca           | Zeca                              |
| 2009    | Quase Anônimos         | João Pedro                        |
| 2010    | As Cariocas            | Carlos                            |
| 2011    | Dinosaurios y Robots   | Josué Batista                     |
| 2013    | Laberintos del corazón | Lucindo                           |
| 2014    | Hombre nuevo           | Domênico Navarro                  |
| 2014    | Imperio                | Enrico Bolgari                    |
| 2015–19 | Vídeo Show             | Presentador                       |
| 2017    | Dança dos Famosos      | Sí mismo                          |
| 2018    | Orgulho e Paixão       | Olegário Pinheiro                 |

### Cine
| Año  | Título                          | Personaje  |
| ---- | ------------------------------- | ---------- |
| 2011 | Uma Professora muito Maluquinha | Padre Beto |